# Carnivàle
Carnivàle es una serie de televisión que se estrenó en HBO y estuvo ambientada durante la gran depresión de 1929 en Estados Unidos. Describe la vida de dos grupos de personas, mientras en el fondo trata la eterna batalla entre el bien y el mal, la pelea entre destino y libre albedrío.
La historia mezcla teología cristiana con el gnosticismo, la masonería y los caballeros templarios. La serie fue filmada en Santa Clarita, California y otras localizaciones al sur del estado.
Carnivàle fue emitida originalmente entre el 7 de septiembre del 2003 y el 27 de marzo del 2005. Fue creada por Daniel Knauf, quien también era productor ejecutivo junto con Ronald D. Moore y Howard Klein. La música inicial está compuesta por Jeff Beal.

## Reparto
- Nick Stahl como Ben Hawkins, un joven granjero que se une al espectáculo rodante (Carnival), personaje principal de la serie y de este primer grupo de personajes en el hilo argumental de la serie.
- Michael J. Anderson como Samson, el enano director de la caravana.
- Tim DeKay interpreta a Clayton "Jonesy" Jones, un exjugador de béisbol mutilado en un ajuste de cuentas que actúa como el segundo de a bordo.
- Patrick Bauchau, interpreta al mentalista Lodz.
- Debra Christofferson, es Lila, la mujer barbuda y amante de Lodz.
- Diane Salinger, es Apollonia, personaje catatónico con fuertes poderes mentales.
- Clea DuVall, Sofie, la hija de Apollonia y que interactúa telepáticamente con su madre como lectora de cartas de tarot.
- Adrienne Barbeau, representa a la encantadora de serpientes Ruthie.
- Drian Turk, interpreta al forzudo Gabriel, hijo de Ruthie.
- John Fleck, como Gecko, el hombre lagarto.
- Karyne y Sarah Steben, las hermanas siamesas Alexandria y Caladonia.
- Toby Huss interpreta a Felix, representante del show de la familia Dreifuss, junto con Cynthia Ettinger que interpreta a Rita Sue. Carla Gallo es su hija Libby. Amanda Aday interpreta a Dora Mae Dreifuss en un papel paralelo. Las tres hacen un show estríper e incluso en ocasiones se prostituyen.
- John Savage interpreta al misterioso Henry Scudder con apariciones esporádicas en algunos episodios.
- Linda Hunt pone voz al misterioso personaje del Mánager.
- Clancy Brown interpreta el papel del hermano Justin Crowe, antagonista a Ben Hawkins y ministro metodista.
- Amy Madigan como su hermana Iris.
- Robert Knepper interpreta al locuaz locutor de radio Tommy Dolan.
- Ralph Waite interpreta al Reverendo Norman Balthus, el mentor del Hermano Justin.
- K Callan interpreta a Eleanor McGill, una devota admiradora del Hermano Justin después de que este le mostrase sus poderes.
- Matthew McGrory, interpreta al gigante de la feria. Matthew también actuó en Big Fish, película dirigida por Tim Burton.

Se producen algunos cambios en la segunda temporada, algunos de ellos planeados desde el principio. John Fleck, Karyne Steben y su hermana Sarah hacen su última aparición en la primera temporada, mientras Patrick Bauchau y Diane Salinger desaparecen fruto de la reducción de presupuesto. Por otro lado Ralph Waite se une a los personajes regulares. Aparecen nuevos fichajes como John Carroll Lynch, interpretando al convicto Varlyn Stround, a las órdenes del Hermano Justin; y Bree Walker como Sabina, la mujer escorpión.

## Dirección
Los directores que han participado en las distintas temporadas y capítulos son los siguientes:
- Rodrigo García Barcha, director de 5 episodios: 
  - episodio 1.01 "Milfay"  (Piloto)
  - episodio 1.03 "Tipton"
  - episodio 1.06 "Pick a Number
  - episodio 1.12 "The Day That Was The Day"
  - episodio 2.09 "Lincoln Highway"

## Mitología
Aunque cada episodio describe una historia en el discurrir diario de la caravana, todos los episodios forman parte de una historia mayor, la batalla de Dios contra el diablo que se resuelve en la segunda temporada.
Muchas historias paralelas son ambiguas durante varios episodios, como las relaciones que se dejan vislumbrar entre personajes, o el significado en el mundo real de los misteriosos caballeros templarios. Desde el principio se muestra esa naturaleza del bien o del mal en los personajes. El creador Daniel Knauf responde a las críticas con la idea que Carnivàle fue creada con un buen número de historias que convergen en el hilo argumental principal.

## Cancelación
El estancamiento en audiencia y el incremento de gasto de producción en la segunda temporada llevaron en mayo de 2005 a la productora a anunciar la cancelación definitiva de la serie.
En ese momento, HBO hizo sus compromisos solo por un año a la vez, una tercera temporada habría significado la apertura de un libro nuevo de dos temporada en el plan de Daniel Knauf de seis años, incluida la introducción de nuevos argumentos a los actuales y nuevos personajes, y las aclaraciones y explicaciones sobre la mitología de la serie. Los fanes supusieron que el programa sería renovado, pero se filtró en internet a principios de mayo de 2005 que la serie no iba a regresar para una tercera temporada. HBO confirmó que el programa había sido cancelado el 11 de mayo de 2005. El presidente de HBO, Chris Albrecht declaró que el canal hubiera considerado otra decisión, si los productores estaban dispuestos a bajar el precio por episodio a US$2 millones; pero tanto los diversos gastos como el número de episodios por temporada no lo permitieron.
La cancelación dio como resultado varias líneas argumentales de la historia sin terminar, y produjo que leales televidentes organizarán peticiones y unidades de distribución para obtener la renovación de la serie. Esto generó más de 50 000 correos electrónicos al canal en un solo fin de semana. El creador de la serie Daniel Knauf no estaba convencido del éxito de esas medidas, pero explicó que las alternativas propuestas como la venta de Carnivàle a un canal de la competencia o la escisión de la historia no fuera posible porque HBO posee la trama y personajes de Carnivàle. Al mismo tiempo, Knauf confía en que, dada una base de fanes bastante fuerte, HBO podría reconsiderar el futuro de la serie y permitir la continuación de la serie en otro medio, pero debido a la cantidad de material de la historia no utilizados que aún tenía, Knauf no estuvo a favor de terminar la historia Carnivàle con una película de tres horas.